# St. Rose (Louisiane)
St. Rose est une ville de la paroisse de Saint-Charles dans l'État de Louisiane, , dans le Sud des États-Unis. Elle se trouve sur la rive orientale du fleuve Mississippi et comptait 6 540 habitants en 2000. Cette ville a notamment vu naitre le célèbre safety Ed Reed, ancien joueur des Baltimore Ravens.